# Joseph Mukasa Zuza
Mons. Joseph Mukasa Zuza (2. října 1955, Malembo – 15. ledna 2015) byl malawiský katolický duchovní a biskup diecéze Mzuzu.

## Život
Narodil se 2. října 1955 v Malembu. Studoval v Semináři Minor Svatého Patrika v Rumphi a poté v Semináři Major v Kachebere. Po studiích byl vysvěcen na kněze dne 25. července 1982. Sloužil v mnoho farnostech.
Dne 3. března 1995 byl zvolen biskupem diecéze Mzuzu. Biskupské svěcení přijal 6. května stejného roku z rukou arcibiskupa Giuseppa Leanzy a spolusvětiteli byli Felix Eugenio Mkhori a Tarcisius Gervazio Ziyaye. V červnu 2012 se stal předsedou Biskupské konference Malawi.

## Biskupská genealogie
Následující tabulka obsahuje genealogický strom, který ukazuje vztah mezi svěcencem a světitelem – pro každého biskupa na seznamu je předchůdcem jeho světitel, zatímco následovníkem je biskup, kterého vysvětil. Rekonstrukcím a vyhledáním původu v rodové linii ze zabývá historiografická disciplína biskupská genealogie.
1. Scipione Rebiba
2. Giulio Antonio Santorio
3. Girolamo Bernerio
4. Galeazzo Sanvitale
5. Ludovico Ludovisi
6. Luigi Caetani
7. Ulderico Carpegna
8. Paluzzo Paluzzi Altieri Degli Albertoni
9. Benedikt XIII.
10. Benedikt XIV.
11. Klement XIII.
12. Marcantonio Colonna
13. Hyacinthe-Sigismond Gerdil
14. Giulio Maria della Somaglia
15. Carlo Odescalchi
16. Costantino Patrizi Naro
17. Lucido Maria Parocchi
18. Pius X.
19. Benedikt XV.
20. Eugenio Pacelli
21. Eugène Tisserant
22. Pavel VI.
23. Agostino Casaroli
24. Giuseppe Leanza
25. Joseph Mukasa Zuza